# Europapokal der Landesmeister 1969/70
Der Europapokal der Landesmeister 1969/70 war die 15. Auflage des Wettbewerbs. 33 Klubmannschaften nahmen teil, darunter 32 Landesmeister der vorangegangenen Saison sowie der Titelverteidiger AC Mailand.
Mit dem Sieger Feijenoord Rotterdam wanderte der Pokal zum ersten Mal in die Niederlande, wo er die nächsten vier Jahre bleiben sollte. Darüber hinaus stand erstmals seit Einführung des Wettbewerbs keine Mannschaft aus Südeuropa (Portugal, Spanien und Italien) im Finale des höchsten europäischen Vereinswettbewerb.
Die Teilnehmer spielten im reinen Pokalmodus mit (bis auf das Finale) Hin- und Rückspielen um die Krone des europäischen Vereinsfußballs. Bei Torgleichstand zählte zunächst die größere Zahl der auswärts erzielten Tore; gab es auch hierbei einen Gleichstand, wurde erstmals kein Entscheidungsspiel ausgetragen, sondern der Sieger unmittelbar durch Münzwurf ausgelost.
Das Finale fand am 26. Mai 1970 im San Siro von Mailand vor 53.187 Zuschauern statt.

## Vorrunde
Das Hinspiel fand am 21. August, das Rückspiel am 28. August 1969 statt.
|          | Gesamt |                      | Hinspiel | Rückspiel |
| -------- | ------ | -------------------- | -------- | --------- |
| Turku PS | 0:5    | Kjøbenhavns Boldklub | 0:1      | 0:4       |

## 1. Runde
Die Hinspiele fanden am 10./17./24. September, die Rückspiele am 24./30. September/1. Oktober 1969 statt.
|                          | Gesamt |                      | Hinspiel | Rückspiel |
| ------------------------ | ------ | -------------------- | -------- | --------- |
| AC Mailand               | 8:0    | FC Avenir Beggen     | 5:0      | 3:0       |
| KR Reykjavík             | 02:16  | Feijenoord Rotterdam | 02:12    | 0:4       |
| FK Austria Wien          | 2:5    | Dynamo Kiew          | 1:2      | 1:3       |
| FC Basel                 | 0:2    | Celtic Glasgow       | 0:0      | 0:2       |
| FC Bayern München        | 2:3    | AS Saint-Étienne     | 2:0      | 0:3       |
| Benfica Lissabon         | 5:2    | Kjøbenhavns Boldklub | 2:0      | 3:2       |
| Roter Stern Belgrad      | 12:20  | Linfield FC          | 8:0      | 4:2       |
| ZSKA Sofia               | 3:5    | Ferencváros Budapest | 2:1      | 1:4       |
| AC Florenz               | 3:1    | Östers IF            | 1:0      | 2:1       |
| Galatasaray Istanbul     | 5:2    | Waterford FC         | 2:0      | 3:2       |
| Leeds United             | 16:00  | Lyn Oslo             | 10:00    | 6:0       |
| Hibernians Football Club | 2:6    | Spartak Trnava       | 2:2      | 0:4       |
| Standard Lüttich         | 4:1    | 17. Nëntori Tirana   | 3:0      | 1:1       |
| FC Vorwärts Berlin       | 3:1    | Panathinaikos Athen  | 2:0      | 1:1       |
| UTA Arad                 | 01:10  | Legia Warschau       | 1:2      | 0:8       |
| Olympiakos Nikosia       | 01:14  | Real Madrid          | 0:8      | 1:6       |

## 2. Runde
Die Hinspiele fanden am 12./19. November, die Rückspiele am 26. November/3. Dezember 1969 statt.
|                    | Gesamt    |                      | Hinspiel | Rückspiel |
| ------------------ | --------- | -------------------- | -------- | --------- |
| Celtic Glasgow     | (M)3:3(M) | Benfica Lissabon     | 3:0      | 0:3       |
| Dynamo Kiew        | 1:2       | AC Florenz           | 1:2      | 0:0       |
| Leeds United       | 6:0       | Ferencváros Budapest | 3:0      | 3:0       |
| Legia Warschau     | 3:1       | AS Saint-Étienne     | 2:1      | 1:0       |
| AC Mailand         | 1:2       | Feijenoord Rotterdam | 1:0      | 0:2       |
| Spartak Trnava     | (M)1:1(M) | Galatasaray Istanbul | 1:0      | 0:1       |
| FC Vorwärts Berlin | (a)4:4(a) | Roter Stern Belgrad  | 2:1      | 2:3       |
| Standard Lüttich   | 4:2       | Real Madrid          | 1:0      | 3:2       |

## Viertelfinale
Die Hinspiele fanden am 4. März, die Rückspiele am 18. März 1970 statt.
|                      | Gesamt |                      | Hinspiel | Rückspiel |
| -------------------- | ------ | -------------------- | -------- | --------- |
| Celtic Glasgow       | 3:1    | AC Florenz           | 3:0      | 0:1       |
| Galatasaray Istanbul | 1:3    | Legia Warschau       | 1:1      | 0:2       |
| Standard Lüttich     | 0:2    | Leeds United         | 0:1      | 0:1       |
| FC Vorwärts Berlin   | 1:2    | Feijenoord Rotterdam | 1:0      | 0:2       |

## Halbfinale
Die Hinspiele fanden am 1. April, die Rückspiele am 15. April 1970 statt.
|                | Gesamt |                      | Hinspiel | Rückspiel |
| -------------- | ------ | -------------------- | -------- | --------- |
| Leeds United   | 1:3    | Celtic Glasgow       | 0:1      | 1:2       |
| Legia Warschau | 0:2    | Feijenoord Rotterdam | 0:0      | 0:2       |

## Finale
| Feijenoord Rotterdam                         | Feijenoord Rotterdam | Celtic Glasgow | Celtic Glasgow |
| -------------------------------------------- | --- | --- | -------------- |
| Feijenoord Rotterdam                         | \| Finale \| \| 6. Mai 1970 in Mailand (San Siro) \| \| Ergebnis: 2:1 n. V. (1:1, 1:1) \| \| Zuschauer: 53.187 \| \| Schiedsrichter: Concetto Lo Bello ( Italien) \|                                                                    | \| Finale \| \| 6. Mai 1970 in Mailand (San Siro) \| \| Ergebnis: 2:1 n. V. (1:1, 1:1) \| \| Zuschauer: 53.187 \| \| Schiedsrichter: Concetto Lo Bello ( Italien) \|                                         | Celtic Glasgow |
| Feijenoord Rotterdam                         | Eddy Pieters Graafland – Piet Romeijn (105. Guus Haak), Theo Laseroms, Rinus Israël , Theo van Duivenbode – Franz Hasil, Wim Jansen – Willem van Hanegem, Henk Wery, Ove Kindvall, Coen Moulijn Cheftrainer: Ernst Happel ( Österreich) | Evan Williams – David Hay, Jim Brogan, Billy McNeill , Tommy Gemmell – Bobby Murdoch, Bertie Auld (77. George Connelly) – Jimmy Johnstone, Bobby Lennox, Willie Wallace, John Hughes Cheftrainer: Jock Stein | Celtic Glasgow |
| Feijenoord Rotterdam                         | 1:1 Rinus Israël (31.) 2:1 Ove Kindvall (117.) | 0:1 Tommy Gemmell (29.) | Celtic Glasgow |
| Finale                                       | | |                |
| 6. Mai 1970 in Mailand (San Siro)            | | |                |
| Ergebnis: 2:1 n. V. (1:1, 1:1)               | | |                |
| Zuschauer: 53.187                            | | |                |
| Schiedsrichter: Concetto Lo Bello ( Italien) | | |                |

## Beste Torschützen
| Rang | Spieler            | Klub                 | Tore |
| ---- | ------------------ | -------------------- | ---- |
| 1    | Mick Jones         | Leeds United         | 8    |
| 2    | Ove Kindvall       | Feyenoord Rotterdam  | 7    |
| 3    | Ruud Geels         | Feyenoord Rotterdam  | 6    |
| 4    | Zoran Antonijević  | Roter Stern Belgrad  | 5    |
|      | Stanislav Karasi   | Roter Stern Belgrad  | 5    |
|      | Karl Aage Skouborg | Kjøbenhavns Boldklub | 5    |
|      | Eusébio            | Benfica Lissabon     | 5    |
| 8    | Jozef Adamec       | Spartak Trnava       | 4    |
|      | Lucjan Brychczy    | Legia Warschau       | 4    |
|      | Henri Depireux     | Standard Lüttich     | 4    |
|      | Johnny Giles       | Leeds United         | 4    |
|      | Willem van Hanegem | Feyenoord Rotterdam  | 4    |